# Józef Schenk
Józef Edward Schenk, niem. Josef Eduard von Schenk (ur. 5 sierpnia 1813 w Ołomuńcu, zm. 26 lipca 1891 w Baden) – doktor praw, sędzia, c. k. rzeczywisty radca.
Jego rodzicami byli Franz Anton von Schenk i Johanna Zeiler. Legitymował się tytułem barona. Ukończył studia, uzyskując tytuł naukowy doktora praw.
W okresie zaboru austriackiego w ramach autonomii galicyjskiej był sędzią. Pełnił funkcje prezesa sądu obwodowego w Stanisławowie, po czym 31 lipca 1866 został mianowany prezydentem sądu krajowego w Czerniowcach. Następnie był radcą sądu najwyższego w Wiedniu do listopada 1872, gdy został mianowany na urząd prezydenta Sądu Wyższego Krajowego w Wiedniu w sprawach dochodów skarbowych. Został członkiem najwyższego trybunału państwowego. Był c. k. rzeczywistym tajnym radcą.
Jego żoną została 3 listopada 1857 we Lwowie Róża Adamina Kopal (Rosa Adamina von Kopal). Ich dziećmi byli: Józef Wilhelm (ur. 1858, Josef Wilhelm von Schenk), Maria Wilhelmina (1860-1925, po mężu Stromenger), Helena Amalia (1864-1946, w 1884 została żoną Władysława Szajnochy).

## Odznaczenia i wyróżnienia
- Krzyż Komandorski Orderu Leopolda[1]
- Krzyż Komandorski Orderu Franciszka Józefa[1]
- Krzyż Kawalerski Orderu Franciszka Józefa (1890)[5]
- Krzyż Komandorski Ozdobny Orderu Korony Żelaznej
- Krzyż Kawalerski Orderu Korony Żelaznej[1]
- Honorowe obywatelstwo miast: Czerniowiec[1], Sanoka (11 listopada 1880)[6][7][1], Kołomyi[8], Brzeżan[9], Buczacza[potrzebny przypis].